# Gornje Ledenice (Republika Serbska)
Gornje Ledenice (cyr. Горње Леденице) – wieś w Bośni i Hercegowinie, w Republice Serbskiej, w gminie Pelagićevo. W 2013 roku liczyła 10 mieszkańców.